# Василиј Бебутов
Василиј Осипович Бебутов (рус. Васи́лий О́сипович Бе́бутов; Тбилиси, 1. јануар 1792 — Тбилиси, 7. април 1858) био је руски генерал.
Учествовао је у руско-турском рату (1828—1829). Победио је Шамила, имама Дагестана, код Кутишија 1846. године. У Кримском рату потукао је својим корпусом Ахмед-пашу 1. децембра 1853. године код Башгедиклера и Мустафа-пашу 5. августа 1854. године код Курудера.